# Рубенов, Рубен Гукасович
Рубен Гукасович (Лукьянович) Рубенов (Мкртчян) (арм. Ռուբեն Ղուկասի Ռուբենով (Մկրտչյան), азерб. Ruben Qukasoviç Rubenov; 5 июня 1893, Тифлис — 27 ноября 1937, Москва) — революционер, советский партийный и государственный деятель. Первый секретарь ЦК КП(б) Азербайджана (07.02.1933 — 10.12.1933). Расстрелян в 1937 году, реабилитирован посмертно.

## Биография
Родился в 1893 году в Тифлисе в армянской семье рабочего. В 1914 году вступил в РСДРП(б). При режиме самодержавия подвергался неоднократным арестам. Один из организаторов борьбы за власть большевиков в Закавказье. С 1918 года на партийной и государственной работе. Активный участник Гражданской войны  в Закавказье. 
В 1933 году — первый секретарь ЦК КП Азербайджанской ССР.
На момент ареста  руководитель группы в КПК при ЦК ВКП(б). Проживал :           г. Москва, Гагаринский пер., д. 5, кв. 8.
Был арестован 15 сентября 1937 года по обвинению в «участии в троцкистской террористической организации». Внесен в сталинский расстрельный список  от ноября 1937 г. («Быв. члены КПК и КСК и Рев.Ком.ЦК»)  («за» 1-ю категорию Молотов, Сталин, Ворошилов, Каганович, Жданов).
27 ноября 1937 года Военной коллегией Верховного Суда приговорён к расстрелу по обвинению в «подготовке терактов и участии в контрреволюционной террористической организации». В тот же день был расстрелян в группе руководящих и ответственных сотрудников советского и партийного аппарата (Н. А. Кубяк, И. М. Москвин, И. П. Носов, Н. П. Комаров, Е. И. Вегер, А. С. Калыгина, В. З. Карпов и др.). Место захоронения- «могила невостребованных прахов» № 1 крематория Донского кладбища.
17 ноября 1954 года решением ВКВС СССР был посмертно реабилитирован в числе первых реабилитированных после смерти Сталина И. В. В 1956 году Тбилисским обкомом КПСС восстановлен в партии.
Имя Рубена Рубенова носила улица в Ереване (ныне — Улица Павстоса Бузанда)